# Hargitai Iván
Hargitai Iván (Debrecen, 1967. július 13.) színházi rendező.

## Életpályája
1986–1991 között a József Attila Tudományegyetem Állam- és Jogtudományi Karának hallgatója volt. 1990–1995 között a Színház- és Filmművészeti Főiskola színházrendező szakán tanult Székely Gábor osztályában. 1994–1998 között az Új Színház rendezője volt. 1998–2002 között szabadúszó rendezőként dolgozott. 2002–2010 között a Pécsi Nemzeti Színház prózai tagozatának vezetője volt. 2004–2009 között a Színház- és Filmművészeti Egyetemen DLA-fokozatot szerzett. 2009-től a nyíregyházi Móricz Zsigmond Színház és a székesfehérvári Vörösmarty Színház rendezője. 2012-2021 között az utóbbi prózai tagozatvezetője. 2021-től a József Attila Színház művészeti vezetője.

## Színházi rendezései
A Színházi Adattárban regisztrált bemutatóinak száma: 65.
| - Büchner: Danton halála (1993, 2001) - Synge: A szentek kútja (1994, 2004) - Kleist: Homburg hercege (1995) - Dorst-Ehler: Merlin avagy a puszta ország (1995) - Radicskov: Január (1996) - Bond: Megváltás (1997) - Csokonai Vitéz Mihály: Az özvegy Karnyóné s két szeleburdiak (1998) - Molière: George Dandin avagy a megcsúfolt férj (1998) - Németh Ákos: Júlia és a hadnagya (1998) - Kleist: Amphitryon (1999, 2005) - William Shakespeare: 'York napsütése' (1999) - Bulgakov: Molière (2000) - Németh Ákos: Lovass Anita (2000) - William Shakespeare: Szentivánéji álom (2000) - Tersánszky Józsi Jenő: Kakuk Marci (2000) - Ödön von Horváth: Mesél a bécsi erdő (2001) - Choderlos de Laclos: Veszedelmes viszonyok (2002) - Spiró György: Az imposztor (2002) - William Shakespeare: Hamlet, Dánia hercege (2003) - William Shakespeare: Rómeó és Júlia (2003) - Karinthy Frigyes: Holnap reggel (2003) - Csehov: Három nővér (2004) - Rostand: Cyrano de Bergerac (2004) - Bart: Oliver (2005) - Egressy Zoltán: Reviczky (2005) - Németh Ákos: Autótolvajok (2005) - Part-Nagy: Tisztújítás (2006) - Marivaux: Hűtlen hűség (2006) - Molière: Tartuffe (2006, 2011) | - Strausz: Az idegenvezetőnő (2006) - William Shakespeare: Ahogy tetszik (2007) - Schiller: Ármány és szerelem (2007) - Katajev: Bolond vasárnap (2007) - Ionesco: Székek (2007) - Csehov: Cseresznyéskert (2007) - Miller: Pillantás a hídról (2008) - Pirandello: Nem tudni, hogyan (2008) - Shaw: Szent Johanna (2008) - Hoffmann: A diótörő (2008) - Hrabal: Sörgyári capriccio (2009) - Csikós Attila: Cartes postales (képes levelezőlapok) (2009) - Heltai Gáspár: Róka-rege (2009) - Móricz-Tasnádi: Annuska (2009) - Enquist: A tribádok éjszakája (2009) - Gádor-Tasnádi: Othello Gyulaházán (2010) - Móricz-Závada: Bethlen (2010) - Miller: Édes fiaim (2011) - Márai Sándor: Kaland (2011) - Philpott: Kalóz-kaland (2011) - Tasnádi István: Finito (2011) - Szophoklész: Antigoné (2011) - Racine-Marivaux: Egy kis Marivó (2011) - Rohde: Pinokkió hamvai (2012) - Egressy Zoltán: Portugál (2012) - Murrel: Az Isteni Sarah (2012) - Závada Pál: Jadviga párnája (2012) - Örkény István: Sötét galamb (2013) - Kosztolányi Dezső: Édes Anna (2013) - Füst Milán: Catullus (2013) - Tolsztoj: Anna Karenina (2013) |